# 자주구포 카를
자주구포 "카를"(自走臼砲 -, 독일어: Mörser „Karl“)는 제2차 세계 대전 당시 독일에서 운용한 자주 구포이다. 라인메탈에서 설계 및 제작했다. 최대 지름 600 mm(24 인치), 무게 2170 kg(4800 파운드) 포탄을 발사할 수 있었으며, 가장 작은 1250 kg(2800 파운드)탄을 발사해도 10 킬로미터(6.2 마일) 이상 날려보낼 수 있었다. 이 대포를 쏘기 위해서는 포탄 장전용 기중기, 거대한 자주구포 차량, 포탄 운반용 개조 탱크가 따라다녀야 했다.
총 7문의 카를 자주구포가 만들어졌고, 그 중 6문이 1941년 ~ 1945년 사이에 전장에 투입되었다. 브레스트리토프스크 공성전과 세바스토폴 공성전에서 소비에트 요새를 공략했고, 바르샤바 봉기 당시에는 바르샤바의 레지스탕스들을 포격했다. 벌지 대전투에도 등장하여 루덴도르프 교를 공격했다. 현재 남아 있는 것은 2문 뿐이고, 나머지는 전쟁 이후 모두 폐기되었다.